# Cairo, New York
Cairo är en ort i Greene County i delstaten New York, USA.